# Marcha de las Mujeres de 2017
La marcha de las Mujeres de 2017 fue una manifestación convocada el 21 de enero de 2017, para defender los derechos de la mujer, el derecho a la salud, a una educación pública de calidad, la igualdad de derechos de las personas LGBT, la defensa de políticas contra el cambio climático, el pacifismo y la solidaridad con los refugiados que huyen de los países en guerra, el movimiento contra la persecución y discriminación de los inmigrantes y contra la discriminación racial y la violencia policial. Según las primeras estimaciones la marcha superó la asistencia de 500 mil personas. La marcha fue considerada por los medios de comunicación como la más multitudinaria desde la guerra de Vietnam.
La marcha principal tuvo lugar en Washington D. C., y en paralelo a la convocatoria se celebraron manifestaciones "hermanadas" en todo el mundo. La marcha, organizada como movimiento grassroots, se convocó tras conocerse los comentarios machistas del presidente de Estados Unidos Donald Trump sobre que a las mujeres había que «agarrarlas por el coño» (grab them by the pussy). Fue convocada para el día después la toma de la investidura presidencial con el objetivo de enviar un mensaje a la nueva administración en su primer día de trabajo y también al mundo: que «los derechos de las mujeres son derechos humanos». La marcha fue transmitida en directo a través de Internet y por numerosos medios de comunicación estadounidenses. En total según las organizadoras se han convocado 673 marchas en todo el mundo, incluidas las de Estados Unidos. La agencia Associated Press dio la cifra de tres millones de manifestantes contra Donald Trump sumando el conjunto de las movilizaciones en todo el mundo.

## Origen del nombre

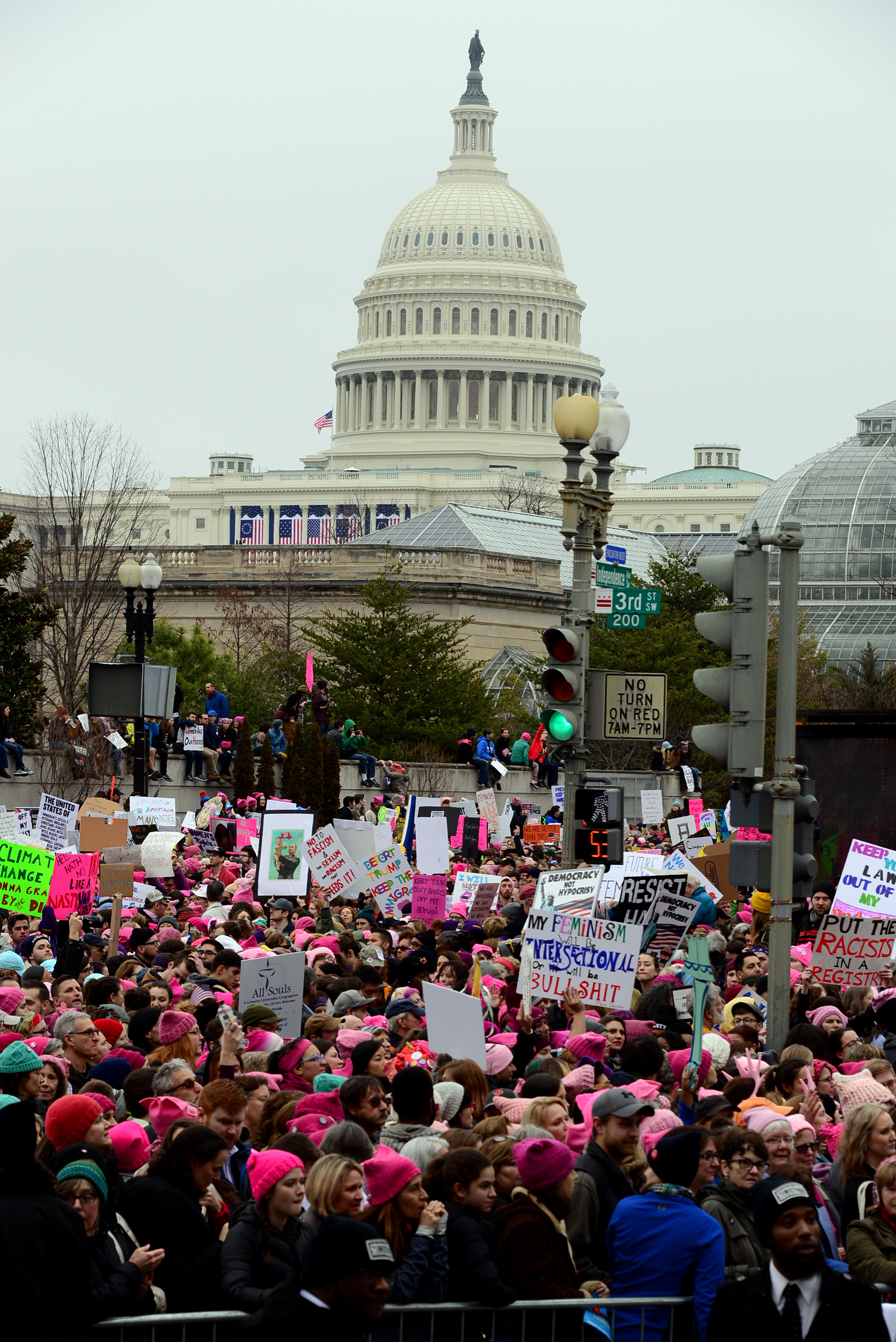
Marcha de las Mujeres en Washington

Originalmente planteada como la "Marcha del Millón de Mujeres", los organizadores finalmente eligieron llamarla "Marcha de las Mujeres en Washington" en referencia a la Marcha en Washington por el trabajo y la libertad, celebrada en 1963, una manifestación histórica para la conquista de los derechos civiles celebrada en el National Mall donde Martin Luther King pronunció su discurso "Yo tengo un sueño". La marcha también quiere rememorar la Marcha de un Millón de Mujeres celebrada en 1997 en Filadelfia, en la que participaron centenares de miles de mujeres afroamericanas.

## Lugar de celebración

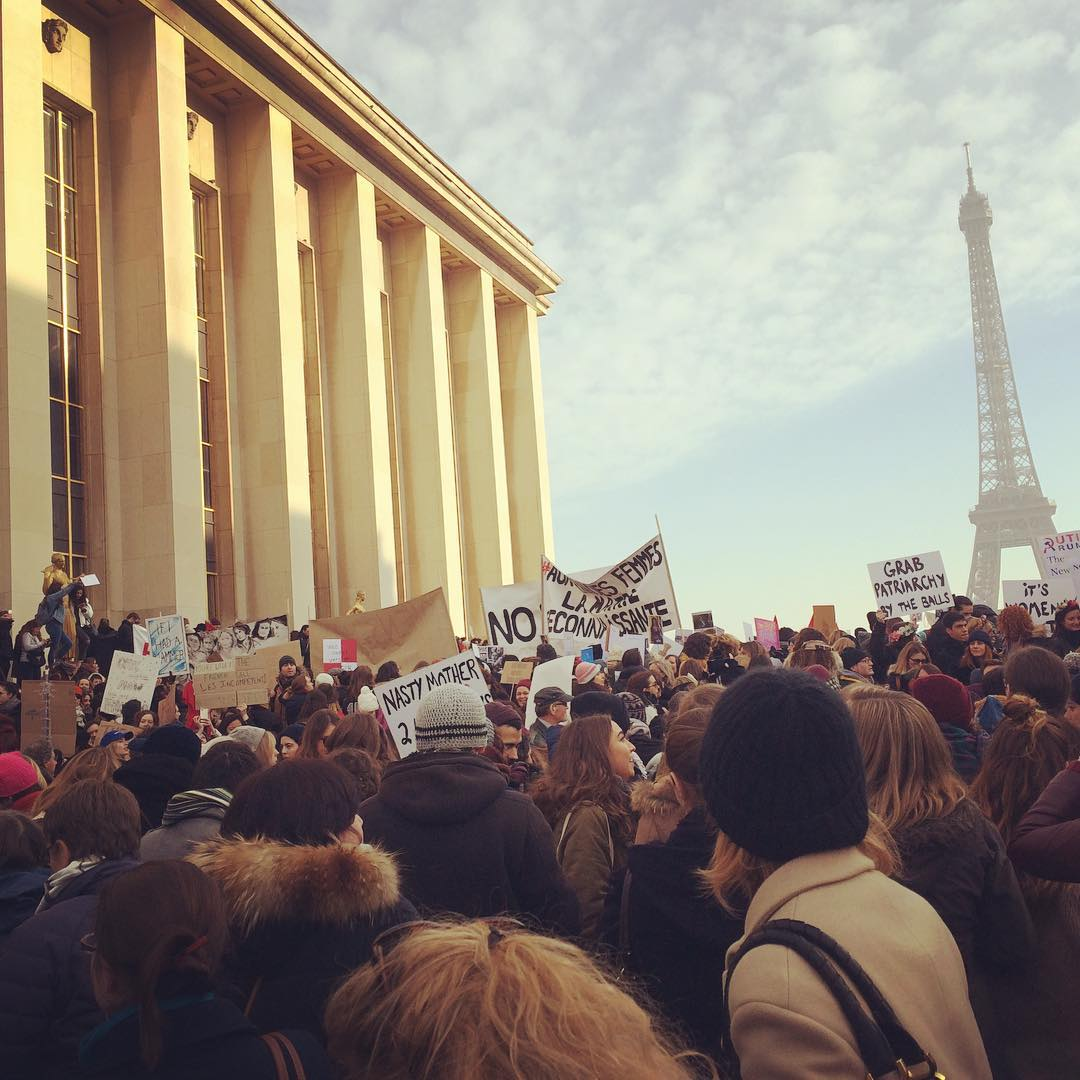
Parte del día de acción de la Marcha de Mujeres en Washington de 2017.

El 9 de diciembre la organización anunció que se había logrado permiso para la celebración de la marcha en la Avenida de Independencia en la esquina suroeste del Capitolio y continuar a lo largo del National Mall.
La organización explicó que se convocarían marchas hermanas en los 50 estados y Puerto Rico, así como en 55 ciudades de todo el mundo, incluyendo Tokio, Sídney, Nairobi, París, Madrid, Barcelona y Bogotá.

## Participantes en la Marcha de las Mujeres en Washington
La plataforma organizadora de la marcha estimó que la participación era superior a 500 mil personas y podría alcanzar las 600 mil. 
La actriz America Ferrera, nacida en Los Ángeles de padres hondureños fue una de las primeras intervinientes: «es un momento desgarrador para una mujer que es mujer e inmigrante a la vez. Nuestra dignidad, nuestro carácter, nuestros derechos todos han sido objeto de ataques. Ayer asumió el poder una plataforma de odio y división [...] el presidente no es Estados Unidos, todos somos Estados Unidos».
Poco más tarde intervino la histórica feminista Gloria Steinem quien hizo un llamamiento a la unidad de las mujeres para luchar juntas.
Posteriormente participaron actrices como Scarlett Johansson, Ashley Judd y America Ferrera, así como el cineasta Michael Moore, quien rompió una portada de periódico que tenía en la portada la noticia de la investidura de Trump. 
También estuvo la cantante Madonna, que interpretó dos canciones en el escenario y llamó a participar en «la revolución del amor, la rebelión de mujeres que nos negamos a aceptar una nueva era de tiranía [...] Tengo rabia y estoy indignada. He pensado en hacer explotar la Casa Blanca, pero escojo el amor», dijo en su discurso.

## Marcha de las Mujeres Global
El mismo día en el que se convocó la Marcha de las Mujeres en Washington. La se celebraron también manifestaciones en otras ciudades del mundo. Se convocaron hasta 673 manifestaciones a diferentes horas del día, en 87 países y territorios de los cinco continentes.
La Women's March Global (Marcha de las Mujeres Global) se celebró en decenas de ciudades de Estados Unidos y de Europa, varias capitales africanas y asiáticas como Tokio y Bangkog, la mayoría de las latinoamericanas y también en un barco científico de la Antártida, haciendo énfasis especial en el cambio climático. Al margen de Estados Unidos los países con más convocatorias fueron Canadá (34), México (19), Reino Unido (15), Francia (8) y Alemania (7).
Ya el día 20 en Bruselas se realizaron las primeras protestas siguiendo la convocatoria de la Marcha de las Mujeres. Sídney y Melbourne en Australia y Wellington en Nueva Zelanda fueron las primeras capitales el día 21 en manifestarse. En Sídney unos 3000 manifestantes se reunieron en Hyde Parque. Algunos seguidores de Trump australianos pagaron a un skywriting 4000 dólares para escribir "TRUMP" en el cielo durante la marcha.  Aproximadamente 5000 personas marcharon en Melbourne de la Biblioteca Estatal de Victoria a Casa de Parlamento. En Auckland, Nueva Zelanda, 2000 manifestantes participaron en la Marcha de las Mujeres. Alrededor 300 a 400 manifestantes según manifestaron en Christchurch y Dunedin.
En Europa hubo manifestaciones en Londres, París, Roma, Berlín, Viena, Ginebra, Copenhague, Oslo, Estocolmo, Ámsterdam, Madrid (más Barcelona y Granada). La manifestación más numerosa ha sido en Londres con 80.000 personas a la que se sumó el alcalde de la capital Sadiq Khan. También hubo protestas en Mánchester, Edimburgo, Belfast, Liverpool y Cardiff. En Ámsterdam participaron unas 4000 personas, en París unas 7000, en Ginebra 2500, Berlín unas 700 personas se han concentrado en la puerta de Brandeburgo ante la embajada de Estados Unidos, en Roma entre 400 y 500 mujeres se han reunido ante el Panteón, en Barcelona otras 700 personas.
En América Latina hubo movilizaciones en Costa Rica, México, Colombia, Bolivia, Perú, Chile, Brasil, Argentina y Uruguay.
En África se celebraron manifestaciones en Nairobi (Kenia), Durban (Sudáfrica), Ghana, Malaui, Nigeria y Liberia. También en el Kurdistán iraquí, Erbil se anunció la concentración a pesar de la prohibición de las autoridades.

## Proyecto Pussyhat: gorros rosas con orejas

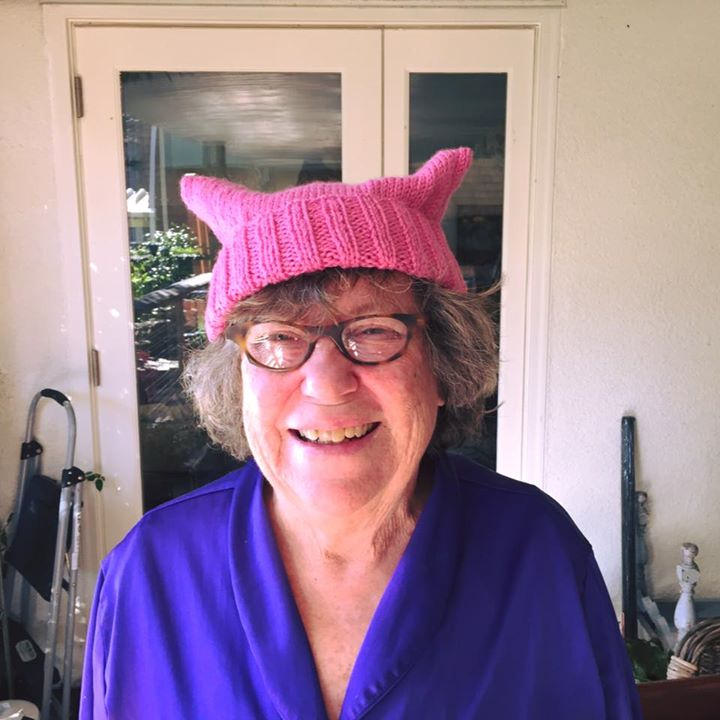
Una mujer que lleva un sombrero "Pussy"

El proyecto Pussyhat fue una propuesta para tejer sombreros rosas y utilizarlos en la marcha. Los sombreros simbolizan empoderamiento a través de unidad, diversidad, el cuidado y la fuerza. Su nombre se refiere al parecido del gorro en sus esquinas a las orejas de un gato en respuesta al ‘"grab them [women] by the pussy" (agarrarlas por el coño) que pillaron diciendo a Trump en las grabaciones destapadas en la campaña. La producción de los sombreros ha causado una escasez de lana rosa.

### Marchas históricas
- La marcha de las mujeres sobre Versalles, París, Francia, 5 de octubre de 1789
- Huelga textil de Lawrence de 1912 (Huelga de Pan y Rosas)
- Desfile a favor del sufragio femenino de 1913, Washington, D.C., 3 de marzo de 1913
- La marcha de las mujeres (Sudáfrica), protesta la introducción de las leyes Apartheid en Pretoria, 9 de agosto de 1956
- Marcha del Millón de Mujeres, Filadelfia, Pensilvania, 25 de octubre de 1997